# Fernando Hierro
Fernando Ruiz Hierro (* 23. März 1968 in Vélez-Málaga) ist ein ehemaliger spanischer Fußballspieler und heutiger -trainer und -funktionär.
Als langjähriger Profi des spanischen Rekordmeisters Real Madrid gewann der Defensivspezialist u. a. dreimal die Champions League und fünf nationale Meisterschaften. Der enorm torgefährliche Hierro gilt heute als eine der größten Spielerpersönlichkeiten in Spanien und ist fünftbester Torschütze der Nationalelf.

## Spielerkarriere

### Verein
Fernando Hierro stammt aus der andalusischen Stadt Vélez-Málaga und spielte für die Jugendmannschaft des Vélez CF. 1987 wechselte er zu Real Valladolid und Hierro erhielt einen Profivertrag. In seiner Premierensaison 1987/88 erkämpfte sich Hierro einen Stammplatz als Verteidiger. Aufgrund seiner konstanten Leistungen wurde der Rekordmeister Real Madrid auf den talentierten Abwehrspieler aufmerksam und verpflichtete Hierro im Sommer 1989.
Der hoch aufgeschossene Hierro fügte sich nahtlos in das Starensemble der „Königlichen“ ein und bildete fortan mit Kapitän Manolo Sanchís die Innenverteidigung. Gleich in seiner ersten Spielzeit (1989/90) gewann er mit Real den Meistertitel und entwickelte sich auf Anhieb zu einem Leistungsträger. Obwohl Hierro ein Defensivspieler war, zeichnete er sich durch enorme Torgefahr aus. Der hervorragende Freistoß- und Elfmeterschütze schoss in der Saison 1991/92 insgesamt 21 Tore und landete damit sogar auf dem zweiten Platz der Torschützenliste (Pichichi-Trophäe). Nach einer Durststrecke konnte er mit Real noch vier weitere Meisterschaften gewinnen und zählte zu den besten Abwehrspielern des Landes. Nach dem Karriereende von Sanchís bildete er mit Iván Helguera, Aitor Karanka oder Iván Campo die Innenverteidigung und übernahm die Kapitänsbinde. Nach drei Titeln in der UEFA Champions League (1998, 2000, 2002) war Real wieder zu alter Stärke zurückgekehrt.
Als 2003 das entscheidende Spiel um die Meisterschaft anstand, mahnte Kapitän Hierro zur Besonnenheit vor dieser Partie. Ihm fiel auf, dass sich alles nur noch um den Transfer von David Beckham drehte und das Spiel zur Nebensache wurde. Dem damaligen Real-Präsidenten Florentino Pérez gefiel diese Kritik an seiner Person (er hatte den Beckham-Deal eingefädelt und ließ sich dafür feiern) nicht und so musste Hierro zum Ende der Saison 2002/03 den Klub auf Druck des Präsidenten verlassen. Nach 14 Jahren mit Real verließ damit ein Urgestein die „Königlichen“, das in 598 Pflichtspielen das weiße Trikot getragen hatte (fünftmeiste Einsätze).
Nach seinem Abschied aus Madrid spielte er in Katar für den Al-Rayyan Sport-Club. Doch in seiner letzten Saison suchte er in der englischen Premier League nochmals die sportliche Herausforderung und spielte noch eine Saison für die Bolton Wanderers, wo er mit seinem ehemaligen Real-Mannschaftskameraden Iván Campó die Manndeckung bildete. Trotz Bitten von Mannschaft, Trainer Sam Allardyce und Klubführung, seine Karriere nicht zu beenden, erklärte Hierro am 10. Mai 2005 seinen Abschied vom aktiven Fußball.

### Nationalmannschaft
Sein Debüt in der Nationalmannschaft gab er am 20. September 1989 gegen Polen (1:0). In der Folgezeit nahm er an vier Weltmeisterschaften (WM 1990, 1994, 1998, 2002) und zwei Europameisterschaften teil (EM 1996, 2000). Obwohl die Selección regelmäßig zum Favoritenkreis zählte, blieben ihr Erfolge verwehrt. Im Gegensatz zum Verein, wo Hierro in der Innenverteidigung spielte, wurde er von nahezu allen spanischen Nationaltrainern im defensiven Mittelfeld eingesetzt. Sein letztes Länderspiel absolvierte er im Viertelfinale der WM 2002 gegen Südkorea am 22. Juni 2002 (3:5 nach Elfmeterschießen).
Mit 29 Toren liegt er auf dem fünften Platz der Torjägerliste, hinter David Villa, Raúl, Fernando Torres und David Silva.

## Funktionärs- und Trainerlaufbahn
Im Herbst 2007 unterschrieb er einen Dreijahresvertrag als Sportdirektor beim spanischen Fußballverband.
In der Saison 2014/15 war Hierro Co-Trainer von Carlo Ancelotti bei der ersten Mannschaft von Real Madrid.
In der Saison 2016/17 war er Trainer des spanischen Zweitligisten Real Oviedo.
Ende November 2017 wurde Hierro erneut Sportdirektor des spanischen Fußballverbandes.
Am 13. Juni 2018 übernahm Hierro – zwei Tage vor dem Auftaktspiel – die spanische Nationalmannschaft für die Weltmeisterschaft 2018 in Russland vom entlassenen Julen Lopetegui. Unter Hierro setzte sich die Mannschaft in der Gruppe B mit fünf Punkten vor Portugal, dem Iran und Marokko durch, schied im Achtelfinale jedoch mit 3:4 im Elfmeterschießen gegen den Gastgeber aus. Anschließend verließ Hierro den Verband.

## Titel
- Spanischer Meister (5): 1989/90, 1994/95, 1996/97, 2000/01, 2002/03
- Spanischer Pokal: 1993
- Spanischer Supercup (5): 1990, 1993, 1997, 2001, 2003
- UEFA Champions League (3): 1998, 2000, 2002
- UEFA Super Cup: 2002
- Weltpokal (2): 1998, 2002
- Emir of Qatar Cup: 2004
- Teilnahme an einer Fußball-Weltmeisterschaft: 1990 (kein Einsatz), 1994 (5 Einsätze/1 Tor), 1998 (3 Einsätze/2 Tore), 2002 (3 Einsätze/2 Tore)
- Teilnahme an einer Fußball-Europameisterschaft: 1996 (4 Einsätze), 2000 (3 Einsätze/1 Tor)

Persönliche Auszeichnungen
- Bester Verteidiger (UEFA Champions League): 1998
- Wahl ins All-Star-Team der WM 2002

## Saisonstatistik
| Verein           | Liga               | Saison          | Liga   | Liga | Nat. Pokal | Nat. Pokal | Europapokal | Europapokal | Andere | Andere | Gesamt | Gesamt |
| Verein           | Liga               | Saison          | Spiele | Tore | Spiele     | Tore       | Spiele      | Tore        | Spiele | Tore   | Spiele | Tore   |
| ---------------- | ------------------ | --------------- | ------ | ---- | ---------- | ---------- | ----------- | ----------- | ------ | ------ | ------ | ------ |
| Real Valladolid  | Primera División   | 1987/88         | 29     | 1    | -          | -          | -           | -           | -      | -      | 29     | 1      |
| Real Valladolid  | Primera División   | 1988/89         | 29     | 2    | -          | -          | -           | -           | -      | -      | 29     | 2      |
| Gesamt           | Gesamt             | Gesamt          | 58     | 2    | -          | -          | -           | -           | -      | -      | 58     | 3      |
| Real Madrid      | Primera División   | 1989/90         | 37     | 7    | 5          | 0          | 4           | 0           | -      | -      | 46     | 7      |
| Real Madrid      | Primera División   | 1990/91         | 35     | 7    | 3          | 0          | 5           | 1           | 2      | 0      | 45     | 8      |
| Real Madrid      | Primera División   | 1991/92         | 37     | 21   | 7          | 3          | 9           | 2           | -      | -      | 53     | 26     |
| Real Madrid      | Primera División   | 1992/93         | 33     | 13   | 8          | 0          | 6           | 5           | -      | -      | 47     | 18     |
| Real Madrid      | Primera División   | 1993/94         | 34     | 10   | 3          | 0          | 4           | 1           | 2      | 0      | 43     | 11     |
| Real Madrid      | Primera División   | 1994/95         | 33     | 7    | 2          | 0          | 5           | 0           | -      | -      | 40     | 7      |
| Real Madrid      | Primera División   | 1995/96         | 31     | 7    | 4          | 0          | 5           | 1           | 2      | 1      | 42     | 9      |
| Real Madrid      | Primera División   | 1996/97         | 39     | 6    | 6          | 2          | -           | -           | -      | -      | 45     | 8      |
| Real Madrid      | Primera División   | 1997/98         | 28     | 3    | 2          | 0          | 10          | 3           | 1      | 0      | 41     | 4      |
| Real Madrid      | Primera División   | 1998/99         | 28     | 6    | 4          | 1          | 8           | 1           | -      | -      | 40     | 8      |
| Real Madrid      | Primera División   | 1999/00         | 20     | 5    | 2          | 0          | 14          | 2           | -      | -      | 36     | 7      |
| Real Madrid      | Primera División   | 2000/01         | 29     | 5    | 1          | 0          | 13          | 1           | -      | -      | 43     | 6      |
| Real Madrid      | Primera División   | 2001/02         | 30     | 5    | 5          | 0          | 14          | 0           | 2      | 0      | 51     | 5      |
| Real Madrid      | Primera División   | 2002/03         | 25     | 0    | 1          | 1          | 12          | 0           | -      | -      | 38     | 1      |
| Gesamt           | Gesamt             | Gesamt          | 439    | 102  | 53         | 7          | 109         | 17          | 9      | 1      | 610    | 127    |
| al-Rayyan SC     | Qatar Stars League | 2003/04         | 19     | 3    | -          | -          | -           | -           | -      | -      | 19     | 3      |
| Gesamt           | Gesamt             | Gesamt          | 19     | 3    | -          | -          | -           | -           | -      | -      | 19     | 3      |
| Bolton Wanderers | Premier League     | 2004/05         | 29     | 1    | -          | -          | -           | -           | -      | -      | 29     | 1      |
| Gesamt           | Gesamt             | Gesamt          | 29     | 1    | -          | -          | -           | -           | -      | -      | 29     | 1      |
| Karriere Gesamt  | Karriere Gesamt    | Karriere Gesamt | 545    | 108  | 53         | 7          | 109         | 17          | 9      | 1      | 716    | 134    |